# 夏侯氏
夏侯氏（かこう-し）は、中国の氏のひとつ。漢姓では珍しい複姓。

## 分布
2020年の中華人民共和国の統計では「夏侯」が9番目に多い複姓で、1.1万人がいる。台湾の2018年の統計では859番目に多い姓で、24人がいる。主な分布地は北京、上海、江西省吉安、萍郷、贛州、山西省太原、晋中、台湾台中市などがある。

## 由来
春秋時代、禹（姒姓）の系統である夏の末裔の杞が楚により滅ぼされ、杞の簡公の弟の公子佗が魯に逃亡し、魯の悼公は公子佗を侯爵に封じて、その後裔は夏侯氏と称した。

## 歴史
前漢の汝陰侯・夏侯嬰（滕公）の子孫、及び後漢にその子孫を称した沛県の夏侯氏が著名であり、その血族から魏の創始者の曹操が登場し、魏の宗族に属し繁栄し、魏晋南北朝時代の貴族の一つとなった。
夏侯嬰の曾孫の夏侯頗は景帝の娘の平陽公主を娶るが淫通を行ったとして夏侯頗は自決を求められ、彼らの子孫は平陽公主が孫公主と呼ばれていたことから「孫氏」を名乗っていたと伝わる。後に宣帝の代に夏侯嬰の来孫の夏侯信が夏侯氏の再興を許された。
後漢において宦官の曹騰は皇帝の信任を得て、養子により後継を立てることを許されたが、その養子を迎えた家が夏侯氏であった。その養子である曹嵩の子の曹操が後漢末の戦乱において群雄として台頭、やがて丞相まで上り詰めて勢力を拡大する中で、夏侯氏の一族である夏侯惇、夏侯淵らがその配下として活躍した。
後に曹操が献帝より魏公・魏王の称号を授けられ、曹丕の代に献帝の禅譲を受けて曹氏の魏王朝が後漢の後継王朝となるに伴い、夏侯氏は曹操の親族として曹氏に並ぶ地位を与えられた。また、夏侯氏の一族の女が張飛の妻となり、その娘が蜀の皇帝である劉禅の皇后となっており、夏侯氏は張氏を通して蜀の劉氏の縁戚でもあった。夏侯淵の子の夏侯覇が政争に敗れ蜀に亡命し、列侯に封じられている。
魏の曹氏は後に司馬氏の圧迫に遭い、政変の中で夏侯玄のように処刑された者もいる。魏は司馬氏の興した晋に簒奪に遭うが、夏侯氏の一部の者は晋の有力者と結びつき、貴族としての地位を保った。東晋の元帝の実母もこの夏侯氏である。

## 著名人
- 夏侯嬰：前漢建国の名臣。
- 夏侯始昌：前漢の儒学者。
- 夏侯勝：前漢の儒学者。
- 夏侯惇：曹操旗下の将軍。
- 夏侯淵：曹操旗下の将軍。
- 夏侯覇：三国時代の将軍。
- 夏侯玄：後漢末・曹魏大臣。
- 夏侯伏朗：隋の学者。
- 夏侯審：唐の詩人。
- 清涼澄観: 俗姓夏侯、華厳宗第4祖。